# Ali Çetiner
Ali Çetiner (5 de julho de 1925) é um ex-ciclista turco que representou seu país nos Jogos Olímpicos de Verão de 1948 no individual e por equipes.